# Morpho sulkowskyi
Morpho sulkowskyi là một loài bướm phân bố ở Colombia, Ecuador và Peru.
Có một số phân loài và một số dạng đã được miêu tả.

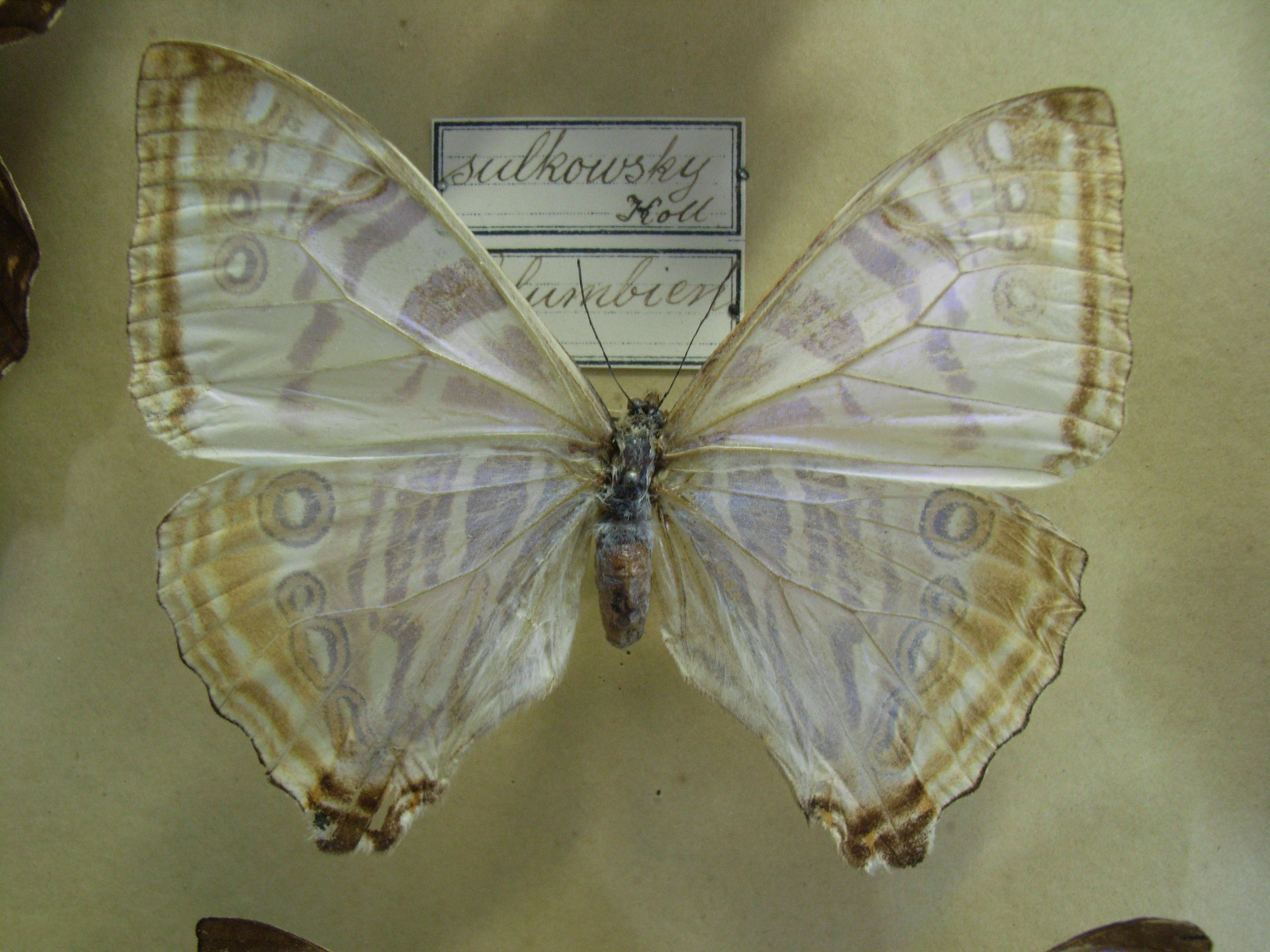
Morpho sulkowski

## Hình ảnh

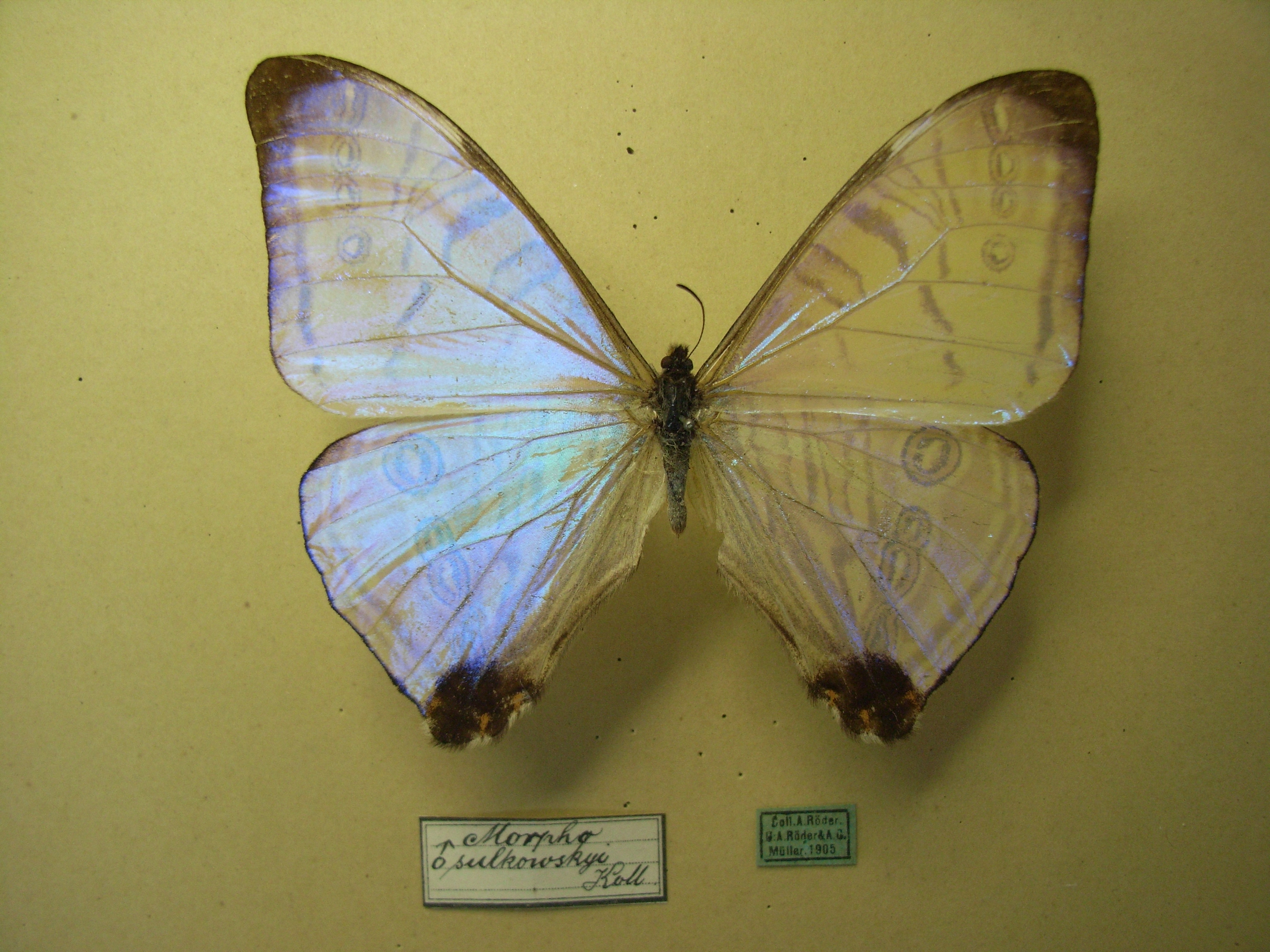
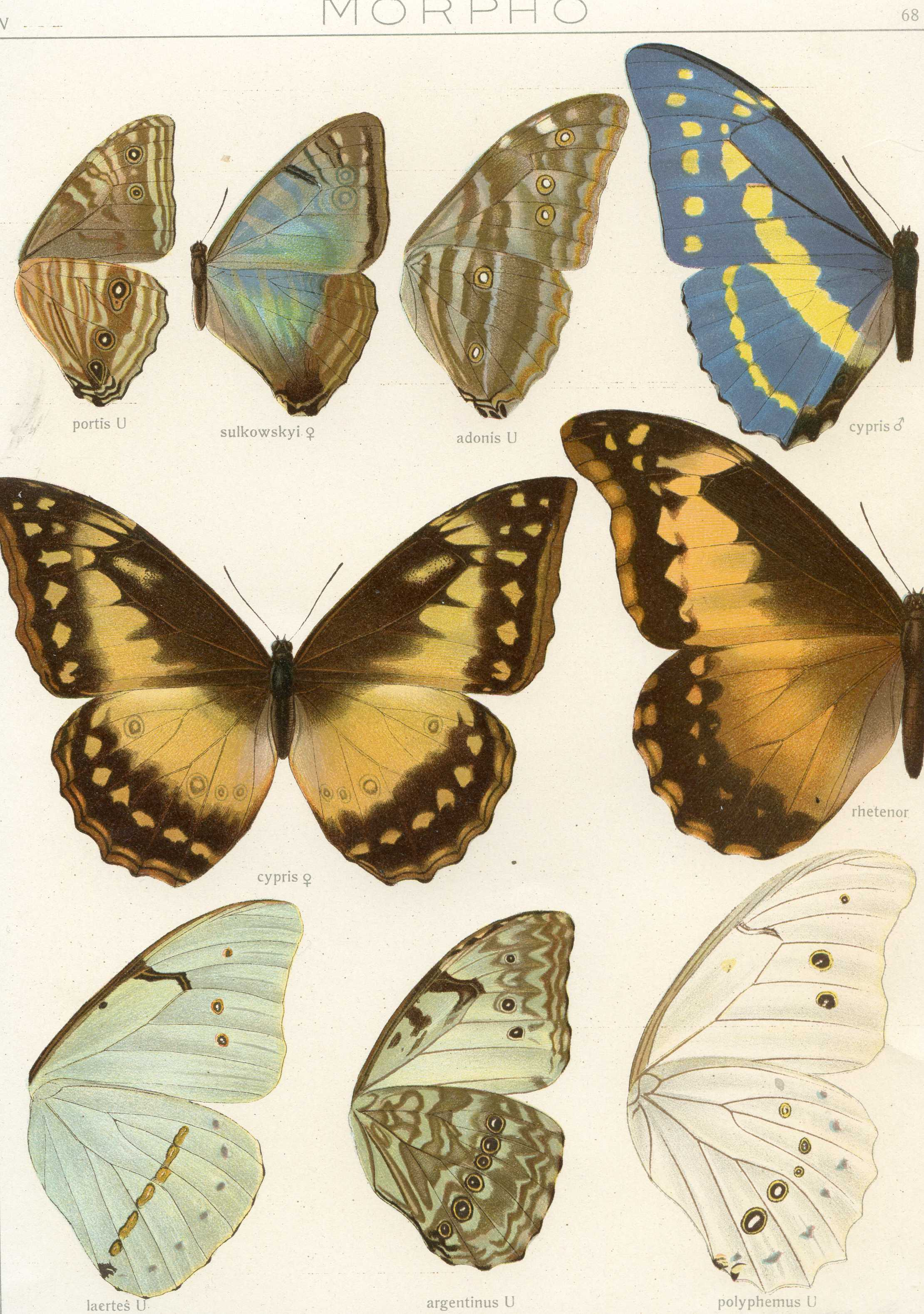